# N̏
Cette page contient des caractères spéciaux ou non latins. S’ils s’affichent mal (▯, ?, etc.), consultez la page d’aide Unicode.
N̏ (minuscule : n̏), appelé N double accent grave, est un graphème utilisé dans l’écriture du dan de l’Est. Il s’agit de la lettre N diacritée d’un double accent grave.

## Représentations informatiques
Le N double accent grave peut être représenté avec les caractères Unicode suivants :
- décomposé (latin de base, diacritiques)[1],[2] :

| formes    | représentations | chaînes de caractères | points de code | descriptions                                              |
| --------- | --------------- | --------------------- | -------------- | --------------------------------------------------------- |
| capitale  | N̏               | N◌̏                    | U+004E U+030F  | lettre majuscule latine n diacritique double accent grave |
| minuscule | n̏               | n◌̏                    | U+006E U+030F  | lettre minuscule latine n diacritique double accent grave |